# Charaxes septentrionalis
Charaxes septentrionalis är en fjärilsart som beskrevs av Percy I. Lathy 1926. Charaxes septentrionalis ingår i släktet Charaxes och familjen praktfjärilar. Inga underarter finns listade i Catalogue of Life.